# Exocentrus lusitanus
Exocentrus lusitanus је врста инсекта из реда тврдокрилаца (Coleoptera) и породице стрижибуба (Cerambycidae). Сврстана је у поtпородицу Lamiinae.

## Распрострањеност
Врста је распрострањена на подручју Европе, западне Русије. У Србији се среће спорадично.

## Опис
Тело је светлије или тамније црвеносмеђе или жутосмеђе боје. Ширина пронотума једнака је једној и по дужини. Иза средине пронотума налазе се бочни трнови, повијени уназад. Карактеристична је дугуљаста смеђа мрља са стране, испред средине елитрона. Усправне длачице су усађене у једноставне тачке. Дужина тела је од 3 до 6 милиметара. 

## Биологија
Животни циклус траје две године. Ларве се развијају на мртвом стаблу испод коре, а адулти се налазе на сувим гранама и гранчицама широколисних лишћара. Као биљка домаћин јављају се храст (Quercus), леска (Corylus), липа (Tilia), бршљан (Hedera) и врба (Salix). Одрасле јединке се срећу од маја до августа.

## Синоними
- Cerambyx lusitanus Linnaeus, 1767
- Lamia balteata Gyllenhal, 1817
- Exocentrus balteatus (Fabricius)